# وزوان
وزوان (بالفارسية: وَزوان) هي منطقة سكنية تقع في إيران في Meymeh District. يقدر عدد سكانها بـ 4,661 نسمة .